# Почта Приднестровья
ГУП «Почта Приднестровья» — приднестровская компания, оператор национальной почтовой сети непризнанной ПМР. «Почта Приднестровья» является структурным подразделением «Почты Молдовы», если речь идёт о международных (за пределы территории контролируемой Приднестровской Молдавской Республикой) отправлениях.

## История
Осенью 1991 года Дубоссарское, Рыбницкое и Тираспольское производственные объединения связи были выделены из состава Министерства связи ССР Молдова и перешли под юрисдикцию Приднестровской Молдавской Республики (ПМР).
В 1992 году был создан Государственный комитет по связи, информации, телевидению и радиовещанию ПМР. Позднее из него было выделено Республиканское управление информатики и связи. В результате все производственные объединения связи на территории ПМР были преобразованы в производственные узлы (объединения) информатики и связи.
В 1994 году, на основании Постановления Правительства ПМР от 23 июня 1993 года, существующие городские и районные узлы связи были реорганизованы в государственные предприятия (ГП) «Телеком» и «Почта».
В 2001 году на базе ГП «Тираспольская почта» было создано государственное унитарное предприятие «Почта Приднестровья», находящееся в ведении Министерства информации и телекоммуникаций ПМР.

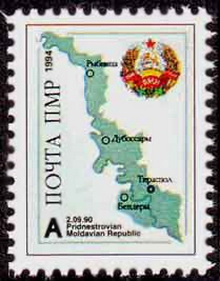
Первая безноминальная марка ПМР (1995)

В состав ГУП «Почта Приднестровья» входят шесть дочерних предприятий: ДГУП «Бендерская почта», ДГУП «Григориопольская почта», ДГУП «Рыбницкая почта», ДГУП «Каменская почта», ДГУП «Слободзейская почта» и ДГУП «Дубоссарская почта». Таким образом, почта непризнанной республики обслуживает территорию Каменского, Рыбницкого, Григориопольского, частично Дубоссарского и Слободзейского районов, а также городов Тирасполь и Бендеры.
В Приднестровье работает 127 отделений связи, в том числе 93 — в сельской местности.

## Услуги
К основным видам оказываемых «Почтой Приднестровья» услуг относятся:
- Почтовое обслуживание физических и юридических лиц.
- Приём и доставка мелких и ценных пакетов.
- Приём и доставка заказных писем и заказных писем с уведомлением о вручении[англ.].
- Приём и доставка посылок.
- Экспресс-почта (EMS).
- Приём оплаты за коммунальные услуги.
- Услуги электронной почты, факса, ксерокопирования.
- Подписка на газеты и журналы.
- Розничная торговля.

По данным 2009 года, планировалось внедрить ещё одну услугу почтовой связи — «гибридную почту», которая предусматривает доставку распечатанного и вложенного в почтовый конверт электронного письма.

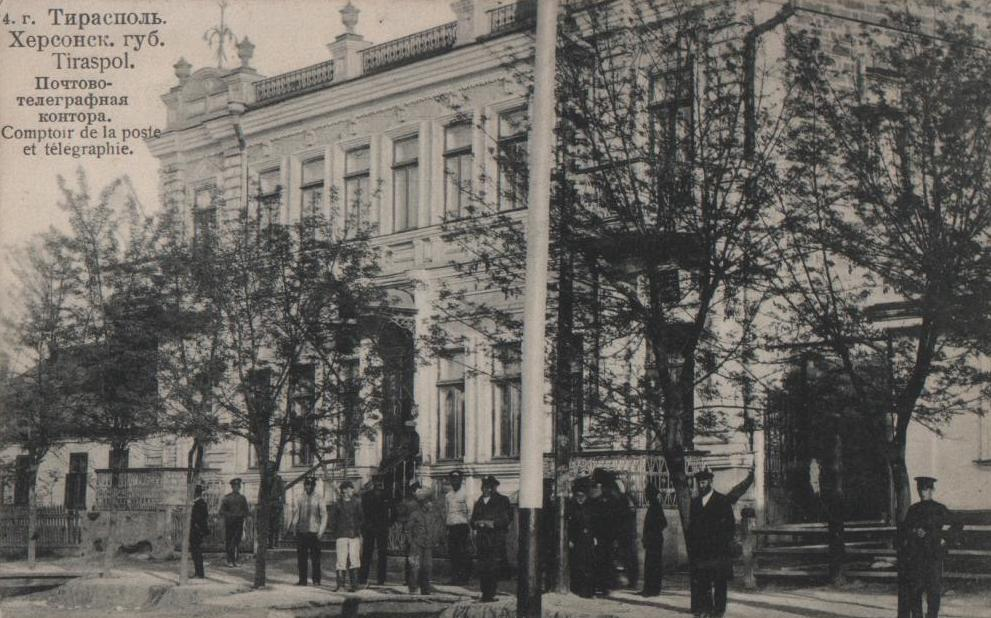
Почтово-телеграфная контора в Тирасполе

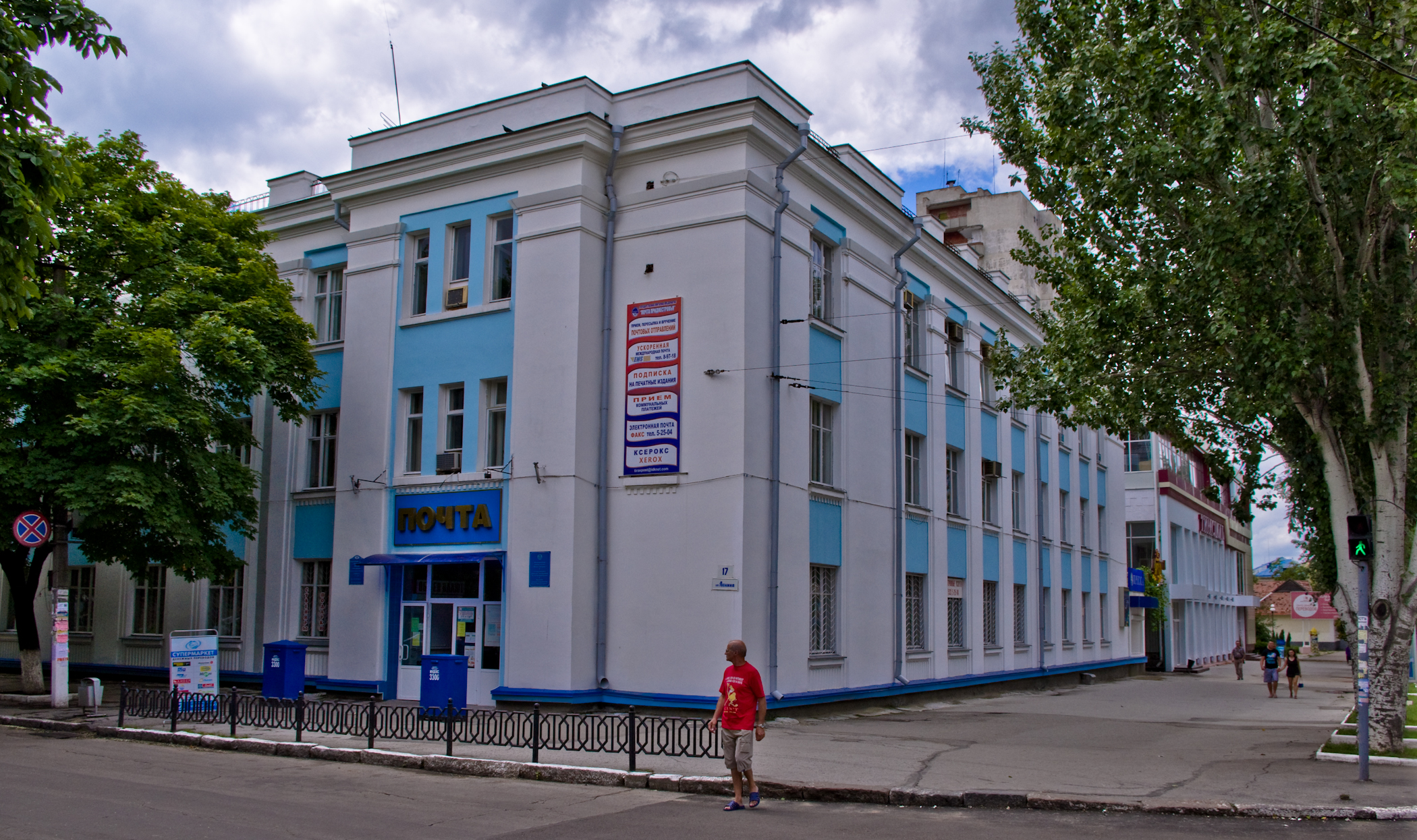
Центральное отделение ГУП «Почта Приднестровья»

## Штаб-квартира
Головной офис предприятия расположен в Тирасполе по адресу:

Тирасполь, ул. Ленина, 17

## Почтовые индексы
- 32хх Бендеры
- 33хх Тирасполь
- 40хх Григориополь
- 43хх Гыска
- 45хх Дубоссары
- 55хх  Рыбница
- 57хх Слободзея
- 66хх Каменка